# 락티톨
락티톨(lactitol)은 이당류로부터 유도된 당알코올로, 락토오스에서 생산된다. 수크로오스의 30~40% 정도의 단맛을 낼 수 있어 저칼로리 식품에서 감미료로 많이 이용된다. 의학적으로는 완하제로 쓰이기도 한다.

## 응용
락티톨은 여러 가지 저칼로리, 저지방 식품에서 사용된다. 안정한 물질이기 때문에 베이킹에서도 널리 쓰인다. 수크로오스, 즉 설탕의 30~40% 정도의 단맛을 낼 수 있기 때문에 무당 사탕, 쿠키, 초콜릿, 아이스크림 등에 사용된다. 또한 락티톨은 프리바이오틱으로서 대장을 건강하게 한다고 알려져 있다. 장에서 흡수가 잘 되지 않기 때문에 락티톨의 열량은 그램당 2 ~ 2.5 kcal (8.4 ~ 10.5 kJ)밖에 되지 않는다. 일반적인 당류의 열량은 그램당 4 kcal (17 kJ)로, 따라서 체내에서 락티톨은 일반 당류의 60% 정도의 열량을 낼 수 있다.

### 의료용
몇몇 처방약에서 락티톨은 부형제로 쓰인다.
락티톨은 완화제로서 변비를 예방하거나 치료하기 위해 사용된다. 이때 상품명으로는 임포탈(Importal) 등으로 판매된다.
2020년 2월, 락티톨은 미국에서 성인의 만성 특발성 변비 (CIC) 치료에 대해 삼투성 완하제로서 사용을 승인 받았다.